# Theodor von Heuglin

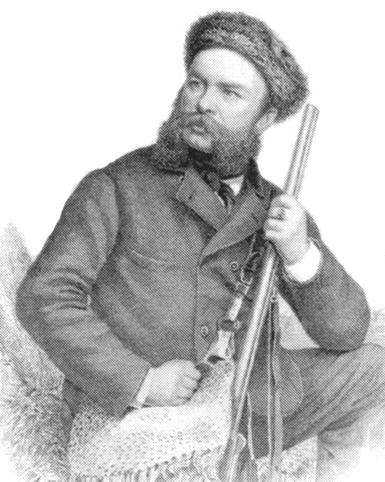
Theodor von Heuglin

Theodor von Heuglin (20 de março de 1824, Hirschlanden, Württemberg – 5 de novembro de 1876) foi um explorador e ornitólogo alemão.

## Biografia
Heuglin nasceu em Hirschlanden (agora parte de Ditzingen) em Württemberg. Seu pai era pastor Protestantes e foi treinado para ser engenheiro de Mineração. Ele tinha ambição, no entanto, de se tornar um pesquisador científico de regiões desconhecidas e, com esse objetivo, estudou ciências naturais, especialmente a Zoologia.
Em 1850 ele foi ao Egito, onde aprendeu árabe, visitou o Mar Vermelho e o Sinai. Em 1852 acompanhou o Dr. Christian Reitz, cônsul Austríaco em Cartum, em uma viagem à Etiópia e, após a morte de Reitz, foi nomeado seu sucessor no consulado. Enquanto ocupava este cargo, viajou pela Etiópia e Cordofan, fazendo uma valiosa coleção de espécimes de história natural.  Em 1857, ele viajou pela costa africana do Mar Vermelho e também ao longo da costa da Somália.
Em 1860 ele foi escolhido como líder de uma expedição para procurar Eduard Vogel, seus companheiros, incluindo Werner Munzinger, Gottlob Kinzelbach e Hermann Steudner. Em junho de 1861, o grupo desembarcou em Massawa, tendo instruções para ir diretamente para Khartoum e posteriormente para Ouaddai, onde se pensava que Vogel pudesse ser detido. Heuglin, acompanhado por Hermann Steudner, fez um grande desvio através da Abissínia e do País de Galla e, em consequência, ele foi tirado da liderança da expedição . Juntamente Steudner chegou a Cartum em 1862 e ali se juntaram ao partido organizado por Alexine Tinne e sua mãe Henriette Tinne-van Capellen, que então tinha acabado de voltar de uma viagem ao Nilo Branco para Gondokoro. Com  ambas as mulheres e por conta própria exploraram uma grande parte do Bahr-el-Ghazal, quando Steudner morreu de febre em 10 de abril de 1863 e a mãe de Alexine em 20 de julho.
Depois de chegar ao Cairo com Alexine Tinne, Heuglin voltou à Europa em fevereiro de 1864. Em 1870 e 1871 realizou uma valiosa série de explorações em Spitsbergen e Novaya Zemlya. Em 1875 o encontrou novamente no nordeste da África, no país de Beni, Amer e no norte da Abissínia. Preparava-se para uma exploração da ilha de Socotra, quando morreu em Estugarda . Foi principalmente por seus trabalhos zoológicos e, mais especialmente, ornitológicos, que Heuglin se tornou uma autoridade independente. 

## Trabalhos
- Systematische Übersicht der Vögel Nordost-Afrikas (Revisão Sistemática das Aves do Nordeste da África) (1855)
- Reisen in Nordost-Afrika, 1852–1853 (Viagens no Nordeste da África, 1852–1853) (Gotha, 1857)
- Sist. Übersicht der Säugetiere Nordost-Afrikas (Revisão Sistemática dos Mamíferos do Nordeste da África) (Viena, 1867)
- Reise nach Abessinien, den Gala-Ländern, etc. , 1861-1862 (Viagem à Abissínia, o ??, etc., 1861-1862) (Jena, 1868)
- Reise in das Gebiet des Weissen Nil, etc. 1862-1864 (Viagem ao Nilo Branco e arredores, 1862-1864) (Leipzig, 1869)
- Reisen nach dem Nordpolarmeer, 1870–1871 (Viagem ao Oceano Ártico, 1870–1871) (Brunswick, 1872–1874)
- Ornithologie von Nordost-Afrika (Ornitologia do Nordeste da África) (Cassel, 1869-1875)
- Reise in Nordost-Afrika (Uma viagem ao Nordeste da África) (Brunswick, 1877, 2 vols). [4]